# Фарнето (Козенца)
Фарнето је насеље у Италији у округу Козенца, региону Калабрија.
Према процени из 2011. у насељу је живело 115 становника. Насеље се налази на надморској висини од 445 м.